# Бхава
Бхава — многозначный термин в философских школах индуизма и буддизма. В санскрите существует два слова (наиболее употребляемые значения):
1. бхава (भव bhava [с кратким А в первом слоге]) — жизнь, бытие, происхождение;
2. бхаава (भाव bhāva [с долгим А в первом слоге]) — эмоция, манера, темперамент.

В некоторых даршанах индийской философии монистического толка (адвайта-веданта) бхава как эмпирическое бытие, становление, «бывание», противопоставляется неизменному и абсолютному сущностному Бытию как таковому (сат), в других школах (буддизм) подобного разграничения не проводится. Противоположность бхавы — абхава, небытие.

## В тантре
Тантрическая традиция, отказываясь от варн и каст, в большинстве своём утверждает равенство людей перед лицом Творца и равенство в возможности получения знания. Однако она всё равно разделяет людей — но не по родовому признаку, а по уровню интеллекта и/или темперамента — и использует для этого термин 'бхава' (भाव bhāva), определяя его как тип человеческого темперамента. Тантра разделяет человеческий темперамент на три типа — трибхаву (त्रिभाव — tribhāva): пашу-вира-дивья (по восходящей).
1. Пашу-бхава (पशुभाव — животный темперамент) — низший тип. Это люди, для которых на первом месте стоят физические удовольствия, материальные блага — то есть не стремящиеся к духовному познанию. Согласно самим текстам Тантр, к пашу-бхаве принадлежит подавляющее большинство людей и они могут получить знание исключительно в Дакшиначаре (Тантра правой руки) — внешний ритуал, йога и другие духовные практики, одобряемые ортодоксальным индуизмом.
2. Вира-бхава (वीरभाव — человеческий темперамент) — средний тип. К этому типу относятся те, кто уже осознал преходящесть мира Майи и материальных удовольствий. Он целеустремлён и сосредоточен; его внутренний мир целиком поглощён садханой. Но при этом в нём ещё могут сохранятся высокомерие, гордость, нетерпимость, от которых он обязан избавиться. Человек, находящийся в вира-бхаве, ограниченно допускается к определённым практикам Вамачары (Тантра левой руки) только под контролем Гуру или более продвинутых членов школы. В конце концов вира, при упорной практике, достигнет состояния Дивья-бхавы — божественности.
3. Дивья-бхава (दिव्यभाव — божественный темперамент) — высший тип. К дивья-бхаве относятся те, кто уже полностью осознал свою божественность, свою неотличимость от Брахмана — то, что определяется как «tat-tvam-asi» в Чхандогья-упанишаде или «aham-brahma-asmi» в Брихадараньяка-упанишаде. Он продолжает придерживаться обязательного внешнего ритуализма жизни — но это не является для него столь обязательным, как для находящегося в пашу-бхаве или вира-бхаве.

Идея трибхавы зародилась в Тантре как развитие теории гун в Санкхье. Соглашаясь с этой теорией, тантризм, однако, считает три гуны скорее категориями вселенского масштаба, хотя и признаёт их наличие, так сказать, в земном плане бытия. Они ассоциируются между собой следующим образом:
- Саттва-гуна — Дивья-бхава.
- Раджа-гуна — Вира-бхава.
- Тамо-гуна — Пашу-бхава.

Следующим этапом развития трибхавы в тантрическом шактизме явилась структура разделения различных направлений индуизма на семь ступеней — Саптачара (Семь ступеней) — и последовательное разделение трибхавы по ним:
1. Пашу-бхава — Ведачара (смарта-даршана);
2. Вира-бхава — Дакшиначара и Вамачара;
3. Дивья-бхава — Сиддхантачара и Каулачара — последняя считается наиболее высшей ачарой.

Шайвачара фактически является переходной ступенью между пашу-бхавой и вира-бхавой — в ней вера (Ведачара) и Бхакти [преданность] (Вайшнавачара) усиливаются Джняной [Божественным Знанием] (Шайвачара) и душа садхака обретает важное качества, необходимые для дальнейшего духовного развития: вирья (वीर्य vīrya — решимость) и тапасья (तपस्या tapasyā — духовное возгорание). Четыре последние ступени — Дакшиначара, Вамачара, Сиддхантачара и Каулачара — это фактическое подразделение тантрического шактизма.
По своей сути идея трибхавы очень близка европейскому мистицизму: так, аналогичное деление есть у гностиков (гилики-психики-пневматики) и у масонов (ученик-подмастерье-мастер) Ф.Ницше в своей книге «Так говорил Заратустра» также даёт символическую типологию людей — верблюд — лев — ребёнок — и её описание в какой-то мере близко Трибхаве танры.

## В гаудия-вайшнавизме
Термин «бхава» очень широко используется в вайшнавской бхакти — гаудия-вайшнавский святой и богослов XVI века Рупа Госвами, принадлежавший к традиции гаудия-вайшнавизма, в своём труде «Бхакти-расамрита-синдху» определил пять основных видов бхакти, названных им бхава:
1. Шанта-бхава — нейтральные отношения с Богом
2. Дасья-бхава — связь с Богом отношениями слуги и господина
3. Сакхья-бхава — общение с Богом как с другом
4. Ватсалья-бхава — выполнение роли отца или матери Бога
5. Мадхурья-бхава — отношение к Богу как к своему возлюбленному

В гаудия-вайшнавизме отношения с Богом как с возлюбленным рассматриваются как наиболее возвышенная форма бхакти, которая включает в себя все остальные. Высшим проявлением этой любви Рупа Госвами называет любовь гопи Вриндаваны к Кришне.

## В буддизме
В буддизме термин бхава (бытие) означает непрерывность жизни и смерти, обусловленной привязанностью (упадана); стремление к жизни.
Бхава является условием для возникновения живых существ, в частности, формы, в процессе рождения (джати).
Бхава рассматривается в качестве одного из звеньев, или нидан, в цепи причинно-следственного возникновения (пратитья-самутпада), ей предшествует привязанность-упадана, за ней следуют рождение, старость и смерть.

## Другие значения
- Бхава (भव bhava) — одно из основных имён-эпитетов Шивы. В переводах на русский язык ритуальной литературы шиваизма часто переводится как «Сущий».
- Бхава или Бхаваявья — упоминаемый в Риг-веде (1.126) царь.
- Бхава (भाव bhāva) — термин в джйотише; один из астрологических 12-ти домов. От него происходит название натальной карты в джйотише — бхавачакра (bhāvacakra).
- Бхава — в «На́тья-ша́стре» (санскр. नाट्य शास्त्र, Nātyaśāstra, «Чтение о драме» — древнеиндийский трактат по театральному искусству) термин, означающий интеллектуальное состояние.

#### В тантризме
- Avalon, Arthur (Sir John Woodroffe). Mahanirvana Tantra.
- Rawson, Philip. The Art of Tantra. Thames & Hudson Ltd. 1978
- Renou L. Religions of Ancient India. London, 1953.
- Shrii Shrii Anandamurti (1985). Namah Shiváya Shántáya. Ananda Marga Press.
- Shrii Shrii Anandamurti, 1993. Discourses on Tantra. Ananda Marga Press.
- А. Авалон. Введение в Маханирвана-тантру.
- Деви-бхагавата-пурана. Перевод с санскрита, предисловие и примечания А. Игнатьева.
- Деви-махатмья. Перевод с санскрита, предисловие и примечания А. Игнатьева
- Калика-пурана. Перевод с санскрита, предисловие и примечания А. Игнатьева.
- Каула-тантра-санграха. Антология текстов индуистской тантры. / Пер. с санскрита С. В. Лобанова и С. С. Фёдорова.
- С. В. Пахомов. Тантрическая трибхава.
- С. В. Лобанов. Всем искренне ищущим и желающим понять Тантрическую Каула-Дхарму.
- С. В. Лобанов. Семь форм (ачар) Тантрической Традиции.